# Sylhet Divisional Stadium
Sylhet Divisional Stadium − stadion piłkarski i krykietowy mieszczący się w Srihotto, w Bangladeszu. Pojemność stadionu wynosi 10 000 miejsc. Został otwarty w 2007 roku. Ze stadionu korzystają zawodnicy klubu piłkarskiego Beanibazar Sporting Club i krykietowego Sylhet Royals. 